# Thalner
Thalner és una població de Maharashtra al districte de Dhule, regió de Khandesh, situada a 21° 15′ N, 74° 58′ E / 21.250°N,74.967°E a la riba del riu Tapti a uns 40 km al nord-est de Dhule o Dhulia. Té uns centenars d'habitants (317 el 1901).

## Història
Fou possessió dels gaulis o ahirs el 1128. Al segle xiv Malik Raja Faruki (1370-1399) la va escollir com a capital de Khandesh. El 1498 fou atacada per Mahmud Begara de Gujarat, i després d'ocupar-la la va concedir a un dels seus cortesans. El 1509 el sultà gujaratí la va ocupar novament i va establir al seu candidat Adil Khan III al tron. A Thalner fou derrotat el sobirà de Khandesh Miran Muhammad Khan, a mans de Changez Khan de Gujarat el 1566. Va passar als mogols el 1600.
La fortalesa va quedar en mans dels peshwa el 1750, passant després a mans dels Holkar. Els britànics la van ocupar el 1818 després de la batalla anomenada de Thalner el 27 de febrer de 1818; la fortalesa va oferir ferotge resistència a Sir Thomas Hislop, enviat a ocupar-la; en la lluita van morir el major McGregor del regiment reial escocès, i el capità Gordon, i les seves tombes es conserven a Thalner. Hi ha també deu tombes musulmanes de menor interès que corresponen a reis i prínceps farúquides dels quals almenys quatre se sap que foren enterrats a Thalner: Malik Raja Ahmad (1399), Malik Nasir Khan (1437), Miran Adil Khan I (1441), i Miran Mubarak Khan I (1457).